# Arrondissement de Lunebourg (Bouches-de-l'Elbe)
Pour l'arrondissement allemand, voir Arrondissement de Lunebourg.
L'arrondissement de Lunebourg est une ancienne subdivision administrative française du département des Bouches-de-l'Elbe créée le 4 juillet 1811 et supprimée le 30 mai 1814.

## Histoire
Le département des Bouches-de-l'Elbe est créé par le sénatus-consulte du 11 janvier 1811 après l'intégration à l'Empire français de la Hollande et des villes anséatiques. Le décret du 4 juillet 1811 organise les départements anséatiques et crée leurs arrondissements dont celui de Lunebourg, divisé en huit cantons.
Le traité de Paris du 30 mai 1814 remet le territoire français dans ses frontières de janvier 1792, supprimant les départements anséatiques.

## Composition
Il comprenait huit cantons, dont les chefs-lieux sont : 
- canton de Bardowieck (nds) à Bardowieck,
- canton de Buxtehude (nds) à Buxtehude,
- canton de Garlstorf (nds) à Garlstorf,
- canton de Harbourg (nds) à Harbourg,
- canton de Hittfeld (nds) à Hittfeld,
- canton de Lunebourg (nds) à Lunebourg,
- canton de Tostedt (nds) à Tostedt,
- canton de Winsen (nds) à Winsen.